# ستيفن بريور
ستيفن بريور (بالإنجليزية: Stephen Pryor)‏ هو لاعب كرة قاعدة أمريكي، ولد في 23 يوليو 1989 في Donelson, Tennessee ‏ في الولايات المتحدة.

## وصلات خارجية
- ستيفن بريور على موقع دوري كرة القاعدة الرئيسي (الإنجليزية)
- ستيفن بريور على موقعبيزبول رفرنس.كوم (الدوري الرئيسي) (الإنجليزية)
- ستيفن بريور على موقعبيزبول رفرنس.كوم (الدوري الثانوي) (الإنجليزية)
- ستيفن بريور على موقع إي إس بي إن.كوم (أم.أل.بي) (الإنجليزية)
- ستيفن بريور على موقع مشجعي الرسوم البيانية (الإنجليزية)